# 寶林禪寺
22°15′30″N 113°55′27″E / 22.258333°N 113.924286°E
寶林禪寺，或稱寶林寺，為香港一座佛教寺廟，位於新界大嶼山鳳凰山半麓，地塘仔半216號地段。除年邁高僧外，寺內僧侶都要下田耕種，糧食自給自足。
寶林禪寺在寶蓮禪寺以東約三公里，僅有山路可達，從昂坪前往，要走大約一小時山路。由東涌前往，亦要走山路半小時。因位處偏僻，該寺被譽為香港最清靜的佛門地。
該寺由悟明法師於1955年開創。悟明法師以苦行見稱，在鳳凰山獨居二十多年。1956年，悟明法師過世後，寶林禪寺由聖一和尚接管。寶林禪寺殿堂建築較為簡樸，包括：大殿（兼作禪堂）、毗盧遮那殿、地藏殿及地藏塔等。禪寺大殿有「寶林開鳳山，梵刹接曹溪」門聯。

## 著名修行者
曾經在寶林禪寺修行的名人包括：
- 黃元申：香港前藝人，1989年在寶林禪寺出家為僧，法號衍申。[5][6][7]

- 莊文清：香港前藝人，1991年在寶林禪寺出家為尼，法號衍藏。[8][9]

- 何寶生：香港前藝人，2005年在寶林禪寺出家為僧，法號道生。[5]

## 相關事件
2008年3月，法號道生的無線電視前藝員何寶生，在寶林禪寺擔任知客師，他撞破爆竊案並被賊人打傷。

## 公共交通
- 於昂坪360東涌站乘搭昂坪360纜車往昂坪，在昂坪向東步行約三公里山路。